# Rachel Zadok
Rachel Zadok est une écrivaine sud-africaine.

## Biographie
Née à Kensington (banlieue de Johannesburg) en 1972, d'une mère sud-africaine et d'un père israélien, Zadok a grandi à Johannesburg, en Afrique du Sud où elle a étudié l’art et travaillé comme graphiste.
En 2001, elle déménage à Londres, où elle commence à écrire son premier roman, Gem Squash Tokoloshe. Il parle de l’expérience d’une jeune fille blanche élevée dans une ferme sud-africaine durant l’apartheid. En 2004, Zadok est publiée par Pan Macmillan. Le roman est sélectionné pour le Prix Costa, le Prix John-Llewellyn-Rhys et l'International IMPAC Dublin Literary Award.
Zadok revient en Afrique du Sud en 2010 où elle vit avec son mari et sa fille au Cap. En 2013, son deuxième roman, Sister-Sister, voit le jour.

## Œuvres
- Gem Squash Tokoloshe, Pan Macmillan, 2005
- Sister-Sister, Kwela Books, 2013